# دوغلاس إينمان
دوغلاس إينمان (بالإنجليزية: Douglas Inman)‏ هو عالم محيطات أمريكي، ولد في 7 يوليو 1920 في غوام في الولايات المتحدة، وتوفي في 11 فبراير 2016.